# 黄嫀砚
黄嫀砚（1996年7月30日—），台湾嘉义县人，台湾女演员、主持人。少年时跟随作为台商的父亲赴中国大陆求学，毕业于福建师范大学传播学院，现在在中国大陆发展演艺事业。

## 作品

### 电影
| 年份 | 中文名         | 角色   |
| ---- | -------------- | ------ |
| 2012 | 《别惹丑女》   | 丁力男 |
| 2013 | 《妈咪》       | 小雨   |
| 2014 | 《柠檬的爱情》 | 刘蜜儿 |
| 2014 | 《后备空姐》   | 慧美   |

### 电视剧
| 年份 | 名字       | 角色 |
| ---- | ---------- | ---- |
| 2014 | 《谢文东》 |      |